# Wawrzyn Podlasia
Wawrzyn Podlasia – nagroda honorowa, która jest przyznawana w kategoriach: "Przedsiębiorstwo Roku", "Produkt Roku", "Podlasianin Roku", "Gmina Gospodarna", "Nagroda Specjalna".
Przyznawana na obszarze powiatów południowego Podlasia: powiat grodzki bialski, powiat ziemski: bialski, łosicki, łukowski, parczewski i radzyński.
Pomysł przyznawania tejże nagrody zrodził się w redakcji tygodnika "Słowo Podlasia" w roku 1995 przed obchodami XX-lecia województwa bialskopodlaskiego. Pierwszego Wawrzyna laureaci odebrali 2 czerwca 1995 roku, kiedy to odbyła się uroczysta sesja Bialskopodlaskiego Sejmiku Samorządowego z okazji rocznicy województwa.
Kapitułę tejże nagrody stanowią starostowie ww. powiatów, reprezentacji instytucji, środowisk i organizacji gospodarczych oraz redakcji "Słowa Podlasia".
Honorowy patronat nad kolejnymi edycjami konkursu sprawowali: wojewodowie bialskopodlascy Tadeusz Korszeń i Marek Czarnecki, marszałek województwa lubelskiego Arkadiusz Bratkowski, wicemarszałek Sejmu RP Franciszek Jerzy Stefaniuk, minister Lech Nikolski, marszałkowie województwa lubelskiego Henryk Makarewicz i Edward Wojtas.